# Cançons en català amb més reproduccions a Spotify
La llista següent conté les 100 cançons en català amb més reproduccions a la plataforma de streaming d'àudio Spotify. A setembre de 2024, totes les cançons del top 100 havien superat els 6 milions de streams, de les quals 42 n'han aconseguit més de 10 milions, amb «Milionària» de Rosalía en la primera posició com a única cançó que supera els 80 milions de reproduccions. Txarango i Oques Grasses són els que més cançons tenen al top 100, amb 17 i 15 entrades respectivament.
Les cançons més antigues d'aquesta llista son «Que tinguem sort» de Lluís Llach (1974), «Cant del Barça» de la Coral Sant Jordi (1975), «L'Empordà» de Sopa de Cabra (1989), «Boig per tu de Sau (1990), «Bon dia» d'Els Pets (1997), «Llença't» de Lax'n'Busto (2000) «Camins» de Sopa de Cabra (2001), «Viure sense tu» d'Antònia Font (2002), «La flama» d'Obrint Pas (2006) i «Corren» de Gossos (2007).
Llegenda
      Català
      Català/castellà
      Català/anglès
 Última actualització el 17 de desembre de 2024
| #   | Cançó                                         | Reproduccions | Artista/Grup                  | Àlbum                                    | Any de publicació |
| --- | --------------------------------------------- | ------------- | ----------------------------- | ---------------------------------------- | ----------------- |
| 1   | Milionària                                    | 86.523.138    | Rosalía                       | (Senzill)                                | 2019              |
| 2   | La gent que estimo                            | 30.000.000    | Oques Grasses & Rita Payés    | A tope amb la vida                       | 2021              |
| 3   | Una lluna a l'aigua                           | 29.000.084    | Txarango                      | El cor de la terra                       | 2017              |
| 4   | Coti x Coti                                   | 27.281.509    | The Tyets                     | Èpic Solete                              | 2023              |
| 5   | Volcans                                       | 24.130.421    | Buhos                         | La gran vida                             | 2018              |
| 6   | The bright side                               | 23.000.000    | Stay Homas & Oques Grasses    | (Senzill)                                | 2020              |
| 7   | In the night                                  | 23.000.000    | Oques Grasses                 | Fans del sol                             | 2019              |
| 8   | La Marina sta morena                          | 22.398.996    | Figa Flawas                   | (Senzill)                                | 2024              |
| 9   | Al mar!                                       | 20.498.359    | Manel                         | Els millors professors europeus          | 2008              |
| 10  | Músic de carrer                               | 20.278.490    | Txarango                      | Som riu                                  | 2014              |
| 11  | Compta amb mi                                 | 18.775.252    | Txarango                      | Som riu                                  | 2014              |
| 12  | Escriurem                                     | 17.773.030    | Miki Nuñez                    | Amuza                                    | 2019              |
| 13  | Sincero                                       | 16.624.527    | 31FAM                         | (Senzill)                                | 2018              |
| 14  | Mil ocells                                    | 15.938.953    | Txarango & Jarabe de Palo     | El cor de la terra                       | 2017              |
| 15  | Elefants                                      | 16.036.569    | Oques Grasses                 | A tope amb la vida                       | 2021              |
| 16  | Serem ocells                                  | 15.843.201    | Oques Grasses                 | Fans del sol                             | 2019              |
| 17  | Valentina                                     | 15.497.411    | 31FAM                         | Tr3tze                                   | 2019              |
| 18  | Pa amb oli i sal                              | 15.082.692    | Blaumut                       | El turista                               | 2012              |
| 19  | Benvolgut                                     | 15.054.259    | Manel                         | 10 milles per veure una bona armadura    | 2011              |
| 20  | Ventiladors                                   | 14.299.855    | Zoo                           | Raval                                    | 2017              |
| 21  | Camins                                        | 13.681.551    | Sopa de Cabra                 | Plou i fa sol                            | 2001              |
| 22  | Vull estar amb tu                             | 13.571.177    | Els Catarres                  | Postals                                  | 2013              |
| 23  | Olivia                                        | 13.059.158    | The Tyets                     | Èpic Solete                              | 2023              |
| 24  | Quan tot s'enlaira                            | 12.677.164    | Txarango                      | Benvinguts al llarg viatge               | 2012              |
| 25  | Tobogan                                       | 12.636.685    | Zoo                           | Lleopolies                               | 2021              |
| 26  | Sense tu                                      | 12.590.467    | Teràpia de shock              | Escapa't amb mi                          | 2008              |
| 27  | Sta guai                                      | 12.564.721    | Oques Grasses                 | Fans del sol                             | 2019              |
| 28  | Jo mai mai                                    | 12.439.929    | Joan Dausà                    | Jo mai mai                               | 2012              |
| 29  | Bicicletes                                    | 12.304.793    | Blaumut                       | El turista                               | 2012              |
| 30  | Bailoteo                                      | 12.020.440    | The Tyets                     | Èpic Solete                              | 2022              |
| 31  | Caminem lluny                                 | 11.869.453    | Doctor Prats                  | Venim de lluny                           | 2018              |
| 32  | La dansa del vestit                           | 11.399.593    | Txarango                      | Benvinguts al llarg viatge               | 2012              |
| 33  | Torno a ser jo                                | 11.320.491    | Oques Grasses                 | Fans del sol                             | 2019              |
| 34  | Barcelona s'il·lumina                         | 11.050.980    | Buhos                         | Lluna plena                              | 2016              |
| 35  | Esbarzers                                     | 11.014.527    | La Gossa Sorda                | La polseguera                            | 2014              |
| 36  | Sort de tú                                    | 11.000.000    | Oques Grasses                 | Fruit del deliri                         | 2024              |
| 37  | La platja                                     | 10.792.168    | The Tyets                     | (Senzill)                                | 2023              |
| 38  | Estiu                                         | 10.737.758    | Zoo                           | Tempestes venen del sud                  | 2014              |
| 39  | Jean-Luc                                      | 10.733.340    | Els Amics de les Arts         | Bed & breakfast                          | 2009              |
| 40  | Vull                                          | 10.300.918    | Zoo                           | Tempestes venen del sud                  | 2014              |
| 41  | En peu de guerra                              | 10.264.098    | Els Catarres                  | Big bang                                 | 2015              |
| 42  | Boig per tu                                   | 10.234.963    | Sau                           | Quina nit                                | 1990              |
| 43  | Yo Sigo Iual                                  | 10.179.557    | Bad Gyal                      | Worldwide angel                          | 2018              |
| 44  | Les nits no moren mai                         | 10.120.878    | Doctor Prats                  | (Senzill)                                | 2017              |
| 45  | Ai, Dolors                                    | 9.886.215     | Manel                         | Els millors professors europeus          | 2008              |
| 46  | Agafant l'horitzó                             | 9.875.661     | Txarango                      | (Senzill)                                | 2017              |
| 47  | Petar-ho                                      | 9.824.937     | Oques Grasses                 | A tope amb la vida                       | 2021              |
| 48  | Quan caminàvem                                | 9.747.860     | Aspencat                      | Essència                                 | 2013              |
| 49  | Tant de bo                                    | 9.702.359     | Suu                           | Ventura                                  | 2020              |
| 50  | Mussegu                                       | 9.682.499     | Figa Flawas                   | La Calçotada                             | 2023              |
| 51  | Fins que arribi l'alba                        | 9.575.082     | Els Catarres                  | Tots els meus principis                  | 2018              |
| 52  | SexeSexy                                      | 9.516.822     | Mushkaa, Bad Gyal             | SexySensible                             | 2024              |
| 53  | De l'1 al què                                 | 9.212.492     | The Tyets                     | Èpic Solete                              | 2022              |
| 54  | Cap. 2: Havia de Passar                       | 9.078.889     | La Fúmiga, The Tyets          | Pròxima Parada                           | 2020              |
| 55  | Nens del barri                                | 8.958.153     | 31 FAM                        | JETLAG                                   | 2021              |
| 56  | Tu fas                                        | 8.902.104     | Doctor Prats                  | Venim de lluny                           | 2014              |
| 57  | Mediterrània                                  | 8.754.976     | La Fúmiga, El Diluvi i VaDeBo | Espremedors                              | 2019              |
| 58  | Wake Up                                       | 8.579.050     | Oques Grasses, Stay Homas     | A tope amb la Vida                       | 2021              |
| 59  | Llença't                                      | 8.575.570     | Lax'n'Busto                   | Llença't                                 | 2000              |
| 60  | Aniversari                                    | 8.495.622     | Manel                         | 10 milles per veure una bona armadura    | 2011              |
| 61  | L'Empordà                                     | 8.458.245     | Sopa de Cabra                 | Sopa de Cabra                            | 1989              |
| 62  | Diabla                                        | 8.376.345     | Figa Flawas, Mushkaa          | La Calçotada                             | 2024              |
| 63  | Invencibles                                   | 8.373.112     | Els Catarres                  | Postals                                  | 2013              |
| 64  | Camals Mullats                                | 8.332.640     | La Gossa Sorda                | Saó                                      | 2008              |
| 65  | Cant del Barça                                | 8.325.368     | Coral de Sant Jordi           | (Senzill)                                | 1975              |
| 66  | A la deriva                                   | 8.250.145     | Txarango                      | De vent i ales                           | 2020              |
| 67  | Louisiana o els camps de cotó                 | 8.245.613     | Els Amics de les Arts         | Espècies per catalogar                   | 2012              |
| 68  | Corren                                        | 8.242.790     | Gossos                        | Oxigen                                   | 2007              |
| 69  | Boomerang                                     | 8.193.191     | Manel                         | 10 milles per veure una bona armadura    | 2011              |
| 70  | Alegria                                       | 8.147.764     | Antònia Font                  | Alegria                                  | 2008              |
| 71  | El tren del temps                             | 8.144.925     | Txarango                      | El cor de la terra                       | 2017              |
| 72  | Rock & roll                                   | 8.126.565     | Els Catarres                  | Postals                                  | 2013              |
| 73  | Coti x Coti - Mon DJ & DJ Capde Oficial Remix | 7.880.918     | The Tyets, Mon DJ, DJ Capde   | (Senzill)                                | 2023              |
| 74  | Gat rumberu                                   | 7.866.345     | La Pegatina                   | Via mandarina                            | 2009              |
| 75  | Jenifer                                       | 7.827.320     | Els Catarres                  | Cançons 2011                             | 2011              |
| 76  | Estimar-te com la terra                       | 7.679.221     | Ginestà                       | Ginestà                                  | 2019              |
| 77  | Ja no ens passa                               | 7.312.349     | Els Amics de les Arts         | Només d'entrar hi ha sempre el dinosaure | 2014              |
| 78  | Tanca els ulls                                | 7.292.296     | Txarango                      | (Senzill)                                | 2018              |
| 79  | Estaré millor demà                            | 7.175.346     | The Tyets i Marlena           | (Senzill)                                | 2024              |
| 80  | Viure sense tu                                | 7.135.198     | Antònia Font                  | Antònia Font                             | 2002              |
| 81  | Menorca                                       | 7.013.221     | The Tyets                     | (Senzill)                                | 2020              |
| 82  | Cançó de l'aire                               | 7.000.000     | Oques Grasses                 | Fans del sol                             | 2019              |
| 83  | De Bonesh                                     | 7.000.000     | Oques Grasses                 | A tope amb la vida                       | 2021              |
| 84  | Inevitable                                    | 6.942.659     | Oques Grasses                 | Fans del sol                             | 2019              |
| 85  | Corbelles                                     | 6.867.158     | Zoo                           | Tempestes venen del sud                  | 2014              |
| 86  | El Tonteo                                     | 6.861.313     | The Tyets, Mushkaa            | Èpic Solete                              | 2023              |
| 87  | Tant de bo                                    | 6.820.481     | Txarango                      | Som riu                                  | 2014              |
| 88  | Som foc                                       | 6.816.319     | Txarango & The Cat Empire     | El cor de la terra                       | 2017              |
| 89  | Que no s'acabi                                | 6.812.110     | Figa Flawas                   | La Calçotada                             | 2024              |
| 90  | La petita Rambla del Poble Sec - XL           | 6.685.793     | Cesk Freixas, Txarango        | (Senzill)                                | 2020              |
| 91  | Amagada primavera                             | 6.682.437     | Txarango                      | Benvinguts al llarg viatge               | 2012              |
| 92  | Llepolies                                     | 6.561.739     | Zoo                           | Lleopolies                               | 2021              |
| 93  | Bon dia                                       | 6.499.019     | Els Pets                      | Bondia                                   | 1997              |
| 94  | Sereno                                        | 6.452.656     | Zoo                           | Llepolies                                | 2021              |
| 95  | Bye bye                                       | 6.441.604     | Oques Grasses                 | A tope amb la vida                       | 2021              |
| 96  | La flama                                      | 6.438.482     | Obrint Pas                    | En moviment                              | 2006              |
| 97  | Vola                                          | 6.424.202     | Txarango                      | Benvinguts al llarg viatge               | 2012              |
| 98  | T'he trobat a faltar                          | 6.208.710     | Buhos, En Tol Sarmiento       | (Senzill)                                | 2021              |
| 99  | Que tinguem sort                              | 6.132.475     | Lluis Llach                   | I si canto trist                         | 1974              |
| 100 | Esperança                                     | 6.111.331     | Txarango                      | Som riu                                  | 2014              |